# Ponticola rhodioni
Ponticola rhodioni is een straalvinnige vissensoort uit de familie van grondels (Gobiidae). De wetenschappelijke naam van de soort is voor het eerst geldig gepubliceerd in 1994 door Vasil'eva & Vasil'ev.